# Missy Elliott
Melissa Arnette Elliott, detta Missy, nota anche con lo pseudonimo di Misdemeanor (Portsmouth, 1º luglio 1971), è una rapper, cantautrice e produttrice discografica statunitense.
Ha iniziato la propria attività musicale con il gruppo R&B femminile Sista nei primi anni novanta e in seguito è diventata membro del gruppo Swing Mob, assieme all'amico d'infanzia e collaboratore Timbaland, con il quale ha lavorato a progetti per Aaliyah, 702, Total e SWV. Dopo una serie di collaborazioni e apparizioni come artista ospite, Missy Elliot nel 1997 pubblica il suo primo album in studio, Supa Dupa Fly, che ha rappresentato il più grande debutto per una rapper donna all'interno della classifica degli album statunitense. Successivamente, si impone nel panorama musicale internazionale con la pubblicazione degli album Da Real World (1999), Miss E... So Addictive (2001) e Under Construction (2002), trainati da singoli di successo come Get Ur Freak On e Work It, quest'ultimo vincitore dell'ambito premio di video dell'anno durante gli MTV Video Music Awards 2003. Il remix del suo singolo Hot Boyz ha infranto il record per il maggior numero di settimane consecutive al primo posto della classifica dei brani R&B negli Stati Uniti, restando al vertice dal 4 dicembre 1999 al 25 marzo 2000 per un totale di 18 settimane. Il primato è stato superato solo dal remix di Old Town Road nel 2019. Oltre alla carriera di rapper, Elliott è particolarmente nota anche come produttrice discografica e per aver scritto canzoni per molti tra i più famosi artisti del panorama hip hop e R&B. È andata perfino al di fuori dei confini della black music, arrivando a lavorare con star della musica pop come Madonna, Christina Aguilera, Pink, Katy Perry, Demi Lovato e Ariana Grande.
Missy Elliott è definita da molti critici, tra cui le riviste musicali Billboard e Rolling Stone, come «la regina dell'hip-hop». Ha vinto numerosi riconoscimenti, tra cui quattro Grammy Awards e due American Music Award, e ha venduto oltre trenta milioni di album solo negli Stati Uniti, tanto da essere considerata da Nielsen SoundScan la rapper donna con maggiori numero di dischi venduti nella storia. Inoltre, nel 2019 è stata introdotta nella prestigiosa Songwriters Hall of Fame e nello stesso anno le è stato conferito il Michael Jackson Video Vanguard Award nell'ambito degli MTV Video Music Awards per il suo impatto nel panorama musicale a livello globale.

## Biografia
Melissa Arnette Elliott nasce il primo luglio 1971, a Portsmouth, in Virginia. Figlia unica di Patricia Elliott, centralinista di una società elettrica, e Ronnie, Marine degli Stati Uniti non più in servizio attivo che lavora come saldatore in un cantiere navale. Cresce con la passione per il canto e la musica, e durante il periodo in cui il padre era in Marina, la sua famiglia vive a Jacksonville, in Florida. Durante i suoi anni scolastici, ottiene un punteggio molto sopra la media nei test di intelligenza, ed è promossa di due classi, ma non riesce ad ambientarsi e si fa bocciare per tornare alla sua classe precedente. Con il ritorno del padre dalla Marina, la sua famiglia ritorna a vivere in Virginia, in condizioni di grave povertà. In questo periodo, Elliott soffre di abusi domestici da parte del padre. In un incidente violento, Ronnie Elliott sloga le spalle della moglie e in un altro episodio, minaccia la moglie con una pistola. All'età di quattordici anni, la madre decide di fuggire di casa assieme alla figlia, rifugiandosi da un parente. Restano a vivere a Portsmouth, dove Elliott si diploma nel 1990. Dopo essersi diplomata, abbandona gli studi e decide di tentare la carriera musicale invece di andare al college.

## Carriera
La sua prima performance avviene all'interno di un gruppo R&B formato da amiche del vicinato d'infanzia, le Sista (già Fayze):, il gruppo include l'amico d'infanzia di Elliott, Timbaland, nel ruolo di produttore. Nel 1991 le Sista sono scoperte dal produttore di Jodeci DeVante Swing che le firma con la Elektra Records tramite il suo collettivo Swing Mob e rinomina il gruppo in Sista. Il gruppo R&B si trasferisce a New York e vive assieme ai venti membri del collettivo, lavorando sia per Jodeci sia per i propri progetti. In questo periodo Missy stringe contatti e collabora con il suo attuale produttore musicale, Timbaland, anch'egli membro degli Swing Mob. Nel 1993 il gruppo pubblica il singolo Brand New, che entra nella classifica R&B negli Stati Uniti. Elliott contribuisce, accreditata e non, al materiale di Jodeci per gli album Diary of a Mad Band (1993) e The Show, the After Party, the Hotel (1995), mentre nel 1994 è pubblicato negli Stati Uniti il primo album delle Sista, 4 All the Sistas Around da World, prodotto da Timbaland e DeVante. Nel 1995, una delle canzoni del gruppo, It's Alright con Craig Mack è inserita nella colonna sonora del film Pensieri pericolosi e nello stesso anno, il collettivo Swing Mob si scioglie. Timbaland, Ginuwine, Magoo, Playa ed Elliott restano in contatto formando il collettivo musicale The Superfriends, continuando a collaborare come ospiti nei progetti di altri artisti.
Con lo scioglimento delle Sista per il rifiuto della DeVante di ulteriori produzioni, Missy si concentra sulla stesura delle liriche e sulla produzione musicale, realizzando un brano rappato su The Things That You Do di Gina Thompson, che le procura diverse offerte da parte delle case di produzione. Missy firma un contratto con l'Elektra Records ma già ambisce a fondare una propria etichetta, la futura The Goldmind Inc..

### Supa Dupa Fly(1997)
Nel 1997 debutta con l'album Supa Dupa Fly, anticipato dal singolo The Rain (Supa Dupa Fly). Al disco collaborano star affermate come Busta Rhymes, Lil Kim e Aaliyah. L'originale videoclip, diretto da Hype Williams, viene largamente richiesto ed è in alta rotazione su MTV e sui canali musicali nazionali. L'album, prodotto da DJ Magic e co-prodotto da Timbaland, riceve grandi consensi e critiche positive, diventando poi disco di platino. Il singolo Sock It 2 Me, in collaborazione con Da Brat, raggiunge la Top 20 in USA e la Top 5 delle classifiche R&B. Il successo dell'album permette di produrre altri singoli, Beep Me 911 e Hit'em With Da Hee.
Nonostante i giudizi positivi al lavoro, Missy si dimostra riluttante alla possibilità di gettarsi nel music-business e divenire un'artista da hit parade, e rimane ancorata a Virginia, nella sua città natale. Nel settembre del 1998 collabora con Mel B delle Spice Girls per il singolo I Want You Back che sale al primo posto nella classifica del Regno Unito. Seguono lavori di composizione e remixaggio per Whitney Houston e Janet Jackson.

### Da Real World(1999)
Nel luglio del 1999 Missy pubblica il secondo album, Da Real World che trova eccellenti critiche e ottimi dati di vendita, diventando anch'esso disco di platino. Sempre nel 1999 esce il singolo Hot Boyz, in cui collaborano Q-Tip e Eve. Disco d'oro che nel 2000 diventa di platino, è il primo singolo dell'artista ad arrivare al numero 1 della Billboard Hot R&B/Hip hop Singles & Tracks e ad entrare nella top10 della Billboard Hot 100. Gli altri singoli sono She's A Bitch e All 'N My Grill.
Nello stesso anno Elliott aveva ottenuto il suo primo successo nelle sole vesti di produttrice e autrice di un brano, ovvero di Where My Girls At delle 702, che arriva nella top5 sia delle classifiche R&B che di quelle pop.

### Miss E... So Addictive(2001)
Nel 2001 esce Miss E... So Addictive, influenzato da ritmi dance e atmosfere club, si dimostra tra gli album più raffinati del millennio entrante. Vi collaborano Method Man, Redman, Ludacris, Busta Rhymes, Jay-Z e Trina fra gli altri. Il singolo Get Ur Freak On riceve il Grammy Award nel 2001 e diventa il suo più grande successo sul territorio britannico, raggiungendo il numero 3 in classifica; in USA raggiunge la stessa posizione nelle classifiche R&B, mentre in quelle pop arriva al numero 7. Il secondo singolo One Minute Man diventa un'altra hit da top20, il cui video ottiene diverse nomination agli MTV Video Music Awards del 2002. Seguono la ballata R&B Take Away, in collaborazione con Ginuwine e l'ormai inseparabile Tweet, e 4 My People, un pezzo che ha avuto molto successo nei club grazie al remix dei Basement Jaxx. Sempre nel 2001 Missy partecipa al Film Pootie Tang.

### Under Construction(2002)
Nel 2002 pubblica Under Construction, LP preceduto dal singolo Work It, che riceve nel 2003 un premio agli MTV Video Music Awards come miglior video dell'anno. In quest'anno partecipa al film Honey. L'album è il disco dell'artista più apprezzato sia dalla critica che dal pubblico. Il primo singolo, Work It, arriva al numero 2 della Hot 100, dove rimane per ben dieci settimane consecutive, diventando il singolo con la più lunga permanenza al numero 2 nella storia di Billboard. Il secondo singolo, Gossip Folks, un ritratto spietato di come i media si cibino della vita delle star e di Missy inventando falsi pettegolezzi, è il quarto singolo dell'artista ad entrare in top10 e il sesto ad entrare in top20.

### This Is Not a Test!(2004)
Nel 2004 pubblica This Is Not a Test!, con il singolo Pass That Dutch, il secondo singolo è I'm Really Hot, quest'ultimo è poi approdato sulle console dei DJ di tutto il mondo con il remix House di Serge Santiago. Con Adidas, marca di abbigliamento sportivo, fonda la Respect M.E., linea di abbigliamento femminile ispirata alla moda hip hop. Nonostante la folta schiera di artisti che hanno preso parte all'album (Jay Z, Fabolous, Monica, Nelly, R. Kelly ecc.), l'album non riceve un'accoglienza calorosa dalla critica, né dal pubblico, visto che è il primo disco della cantante/rapper a non avere nessun singolo in top20 e a non ottenere una veloce certificazione di platino. La stessa cantante ha dichiarato di non essere soddisfatta del lavoro alla sua uscita, ma di aver subito molte pressioni da parte della casa discografica, che non voleva attendere troppo per l'uscita di un altro album dopo il boom di vendite del precedente Under Construction.

### The Cookbook(2005)
Nel 2005 esce il suo sesto album The Cookbook con il singolo Lose Control insieme a Fatman Scoop e a Ciara (con la quale aveva già collaborato per il singolo 1, 2 Step tratto dal primo album della giovane cantante). Lose Control diventa un inno nei locali di mezzo mondo, e si trasforma in uno dei singoli più famosi dell'artista, arrivando al numero 3 in Usa, confermando la popolarità di Missy come creatrice di hit da club. I singoli successivi sono il pezzo lento R&B Teary Eyed e il brano movimentato We Run This. Con questo album la rapper ottiene nomination a molti premi, tra cui i Grammy, dove vince nella sezione Best Short Film Video con Lose Control; ancora grazie al video del singolo, ottiene due VMA's come Best Dance Video e Best Hip Hop Video. L'anno seguente vince sempre ai VMA's con We Run This, stavolta per gli effetti speciali.

### Respect M.E.(2006)

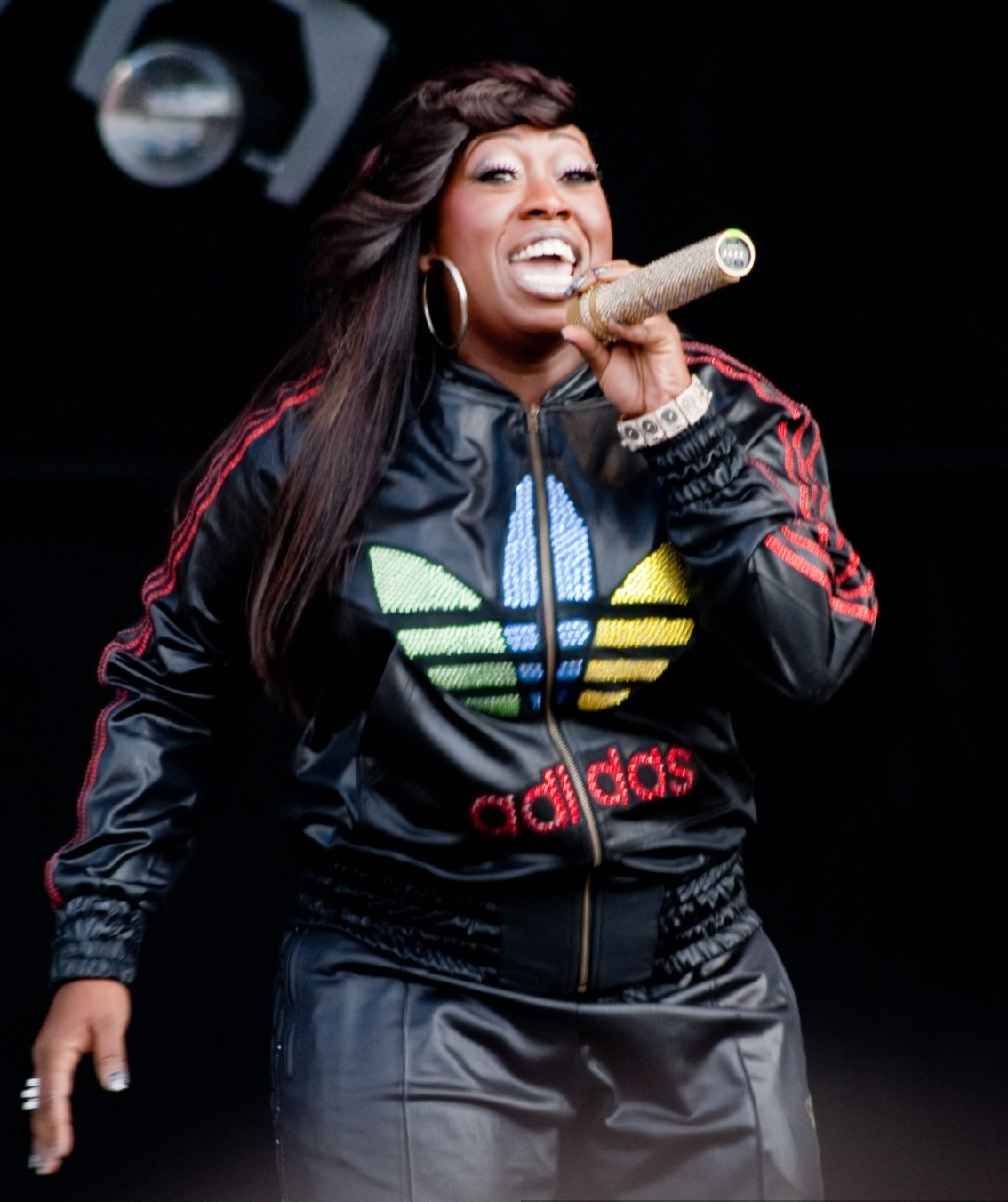
Missy Elliott in concerto nel 2006

A settembre 2006 Missy produce un nuovo album Respect M.E., un greatest hits che include quasi tutti i singoli pubblicati dall'artista durante la sua carriera. L'album non è stato pubblicato negli USA e in Canada. Negli anni successivi, seppur senza pubblicare altro materiale come lead artist, Missy Elliott pubblica numerose collaborazioni, sia con artisti pop (Demi Lovato, Little Mix) che soprattutto hip-hop e R&B (Ciara, Kelly Rowland, Fantasia, Janet Jackson, Faith Evans e molti altri).

### Attività recenti
Il 1º febbraio 2015, su invito di Katy Perry, partecipa come comparsa insieme a Lenny Kravitz allo spettacolo di metà partita del Super Bowl XLIX tenutosi presso lo University of Phoenix Stadium. Nei mesi successivi, Missy ritorna dopo anni con un singolo da lead artist: "WTF" con Pharrell Williams.
Nel 2016 co-scrive e collabora alla traccia Not That Kinda Girl con il girlgroup Fifth Harmony, presente nel loro album 7/27. L'artista pubblica anche un singolo da lead artist, "I'm Better" con il rapper Lamb. Sempre nel 2016 collabora con i Fall Out Boy in una nuova versione del brano degli anni '80 Ghostbusters (I'm Not Afraid), per la colonna sonora del remake del celebre film per il quale il brano era stato composto.
Nel 2018 collabora vocalmente all'album Sweetener di Ariana Grande in una canzone chiamata Borderline.
Il 23 agosto 2019, dopo quattordici anni, esce Iconology, il suo primo extended play, lanciato assieme al singolo Throw It Back. Per tutti i brani inclusi nel lavoro vengono girati anche video musicali; in tali clip vengono coinvolte delle guest stars come Teyana Taylor. Nel medesimo anno, Missy viene premiata con il Vanguard Music Award durante gli MTV Video Music Awards ed approfitta dell'occasione per esibirsi con un medley dei suoi più grandi successi. Sempre nel 2019 Missy collabora anche con Lizzo nel brano Tempo.
Nel 2020 Missy ha partecipato ai remix ufficiali di Do It, con Toni Braxton, e di Levitating, con Dua Lipa e Madonna. Nel 2021 tornerà nel mondo del cinema interpretando nel musical Cinderella, con protagonista Camila Cabello.

## Attività di compositrice
Prima di pubblicare un album, Missy è entrata nel mondo della musica come cantautrice, collaborando con Timbaland alla stesura di molti pezzi da inserire nel secondo album di Aaliyah, One in a Million. Il disco esce nel '96, e quattro dei sei singoli che ne sono stati tratti portavano la firma di Missy come autrice e Timbaland come produttore. In seguito al successo dell'album e di alcuni dei singoli di Aaliyah, viene dato sempre più credito a Elliott, che continua a lavorare insieme a Timbaland per altri artisti, soprattutto gruppi R&B femminili come Total, 702, SWV e Destiny's Child. Nel 1998 lancia insieme a Timbaland la cantante Nicole Wray, la cui hit Make It Hot è stata scritta da Missy, ma la vera occasione dell'anno è l'opportunità di produrre e scrivere una canzone per Whitney Houston.
Fino a qui l'artista compare ancora solo come autrice dei testi, ma la svolta avviene nel 1999 con un brano prodotto esclusivamente dall'artista per le 702: Where My Girls At arriva al numero 4 nella classifica USA ed è il primo successo di Elliott nelle vesti di produttore. Durante lo stesso anno partecipa insieme a Da Brat al remix di Heartbreaker di Mariah Carey. Nel 2000 l'artista contribuisce al secondo album di Tamia, A Nu Day, producendone alcuni pezzi tra cui il lead single Can't Go For That. Nel 2001 la poliedrica Missy lavora con Rockwilder sulla cover di Lady Marmalade per la colonna sonora di Moulin Rouge!, interpretata da Christina Aguilera, Lil Kim, Mya e Pink (cantante), e sul remix di Bootylicious delle Destiny's Child, in cui l'artista esegue anche una strofa rap. Nello stesso anno cura la produzione del remix di Son Of A Gun di Janet Jackson, che entra nella top40 Usa. Nel 2002 produce del materiale per il secondo album della rapper Trina, incluso il primo singolo No Panties, con Tweet, e torna al lavoro per Whitney Houston, stavolta insieme a Tweet.
Il 2003 è un anno particolarmente fortunato per la carriera da produttore di Missy. Oltre a collaborare alla colonna sonora del film Fighting Temptations con Beyoncé e Cuba Gooding Jr. ha lavorato ai terzi album di Monica e Mya e a una canzone dell'album di debutto di Beyoncé. So Gone, il primo singolo tratto da After the Storm di Monica, diventa il successo più grande prodotto da Missy fino a quel momento, arrivando al numero 1 delle classifiche R&B e rimanendovi per 5 settimane di seguito; grazie al suo aiuto, Monica è tornata in cima alle classifiche dopo anni di silenzio. Anche Mya, conosciuta grazie a Lady Marmalade, deve ringraziare Missy: il singolo My Love Is like...Wo entra in top20 e diviene uno dei brani più famosi della cantante. Come se non bastasse, l'artista inizia un'amicizia/collaborazione con la regina del pop Madonna, dalla produzione del remix di American Life (chiamato American Dream Remix, registrato con l'aiuto della voce di Tweet) a una campagna pubblicitaria per la Gap in compagnia della superstar.
Nel 2005 l'artista produce quasi interamente il secondo album di Tweet, It's Me Again, compreso il singolo Turn Da Lights Off, e nel 2006 scrive gran parte dei pezzi del secondo album di Fantasia. Nel 2007 lo stile compositivo della produttrice, caratterizzato dal campionamento di vecchi brani del soul, che da un tocco retro alle sue canzoni, regala una hit a Keyshia Cole: il singolo Let It Go, che vede anche la partecipazione di Lil'Kim, primo estratto dal secondo album della cantante, raggiunge la prima posizione delle classifiche R&B e la top10 della Billboard Hot 100.
L'anno seguente l'artista cambia rotta dal punto di vista stilistico quando lavora a dei brani per l'album d'esordio di Jazmine Sullivan, ma anche in questo caso fa centro: Elliott campiona le basi di due brani di due artisti reggae, con cui confeziona il primo singolo di Sullivan, Need U Bad, il quale raggiunge la numero 1 della Billboard Hot R&B/Hip-Hop Songs Chart proprio come aveva fatto Let It Go l'anno precedente, rimanendovi per tutto il mese di settembre 2008. Tra le altre canzoni, Elliott produce anche il quarto singolo di Sullivan, Dream Big, per il qual utilizza un sample di Veridis Quo dei Daft Punk: Questa è la prima volta in cui Missy si cimenti in generi come il reggae e la techno. Sempre nel 2008, l'artista produce un brano per l'album di debutto di Jennifer Hudson, nel quale è presente anche Fantasia.

## Vita privata
Missy Elliott ha affermato di voler iniziare una famiglia ma ha confessato la sua paura di partorire, esprimendo il suo interesse nell'adozione. La rapper ha dichiarato di parlare di tanto in tanto con il padre, ma di non averlo perdonato per la violenza domestica subita dalla madre.
Nel giugno 2011 ha rivelato che la sua assenza nell'industria musicale era dovuta ad un disturbo dell'ipertiroidismo noto come malattia di Basedow-Graves.

## Impatto ed eredità
I videoclip sperimentali di Missy Elliott hanno cambiato il panorama dei video musicali nel genere hip hop. Tra gli artisti hip hop e R&B è stata tra le prime a presentare brani riguardanti le tematiche del femminismo, uguaglianza di genere e dei movimenti body positive e sex positive. Le Destiny's Child, Eve e Macy Gray l'hanno accreditata per "aver spianato loro la strada" nell'industria musicale americana come interpreti di R&B e hip hop. Vibe ha riconosciuto all'album di debutto di Elliott, Supa Dupa Fly, di aver "cambiato il gioco per le rapper". Commercialmente, ha dominato le vendite degli album hip hop femminili dalla fine degli anni '90 e all'inizio degli anni 2000. Al 2015 è risultata la rapper femminile ad aver venduto più album in territorio statunitense. Cardi B e Lizzo hanno entrambe citato il lavoro di Elliott come loro fonte di ispirazione.

## Discografia
- 1997 – Supa Dupa Fly
- 1999 – Da Real World
- 2001 – Miss E... So Addictive
- 2002 – Under Construction
- 2003 – This Is Not a Test!
- 2005 – The Cookbook

## Filmografia

### Attrice

#### Cinema
- Pootie Tang, regia di Louis C.K. (2001)
- Honey, regia di Bille Woodruff (2003)
- Fade To Black, regia di Patrick Paulson e Michael John Warren (2004)
- Shark Tale, regia di Vicky Jenson, Bibo Bergeron e Rob Letterman (2004)
- Just For Kicks, regia di Thibaut de Longeville e Lisa Leone (2005)
- Cenerentola (Cinderella), regia di Kay Cannon (2021)

#### Televisione
- All That – serie TV, episodi 3x08-3x20 (1997)
- Otto sotto un tetto – serie TV, episodio 9x10 (1997)
- Eve – serie TV, episodio 1x09 (2003)
- America's Best Dance Crew – programma televisivo (2008)
- American Dad! – serie animata, episodio 13x08 (2016)
- Star – serie TV, episodi 1x08-1x10 (2017)

### Doppiatrice
- Piece by Piece, regia di Morgan Neville (2024)

## Riconoscimenti
- Grammy Award[100]
  - 1998 – Candidatura come miglior album rap per Supa Dupa Fly
  - 1998 – Candidatura come miglior interpretazione rap solista per The Rain
  - 1998 – Candidatura come miglior interpretazione rap di un duo o un gruppo per Not Tonight (con Lil' Kim, Da Brat, Left Eye ed Angie Martinez)
  - 2000 – Candidatura come miglior album rap per Da Real World
  - 2002 – Miglior interpretazione rap solista per Get Ur Freak On
  - 2002 – Candidatura come miglior canzone R&B per Get Ur Freak On
  - 2002 – Candidatura come miglior videoclip per One Minute Man
  - 2003 – Miglior interpretazione rap femminile solista per Scream a.k.a. Itchin'
  - 2003 – Candidatura come miglior videoclip per Knoc
  - 2004 – Miglior interpretazione rap femminile solista per Work It
  - 2004 – Candidatura come miglior album rap per Under Construction
  - 2004 – Candidatura come miglior interpretazione rap di un duo o un gruppo per Gossip Folks (con Ludacris)
  - 2004 – Candidatura come album dell'anno per Under Construction
  - 2004 – Candidatura come miglior canzone rap per Work It
  - 2006 – Miglior videoclip per Lose Control
  - 2006 –  Candidatura come miglior canzone rap per Lose Control
  - 2006 – Candidatura come miglior album rap per The Cookbook
  - 2006 – Candidatura come miglior canzone R&B per Free Yourself
  - 2006 – Candidatura come miglior interpretazione rap melodica per 1,2 Step (con Ciara)
  - 2007 – Candidatura come miglior interpretazione rap solista per We Run This
  - 2008 – Candidatura come miglior interpretazione rap melodica per Let it Go (con Lil' Kim e Keyshia Cole)
  - 2014 – Candidatura come miglior canzone R&B per Without Me (di Fantasia)
- American Music Award[101]
  - 2003 – Miglior artista rap/hip-hop femminile
  - 2003 – Candidatura come miglior album rap/hip-hop per Under Construction
  - 2005 – Miglior artista rap/hip-hop femminile
- Hollywood Walk of Fame
  - 2021 – Stella

## Doppiatrici italiane
Nelle versioni in italiano delle opere in cui ha recitato, Missy Elliot è stata doppiata da:
- Emanuela Baroni in Honey
- Tiziana Avarista in Star